# Stephanitis
Stephanitis is een geslacht van wantsen uit de familie netwantsen (Tingidae). Het geslacht werd voor het eerst wetenschappelijk beschreven door Carl Stål in 1873 .

## Soorten
Het genus bevat de volgende soorten:

- Stephanitis agaica Drake, 1960
- Stephanitis ambigua Horváth, 1912
- Stephanitis amboinae Drake and Poor, 1941
- Stephanitis anapetes Drake and Ruhoff, 1965
- Stephanitis aperta Horváth, 1912
- Stephanitis assamana Drake and Maa, 1954
- Stephanitis astralis Drake and Poor, 1941
- Stephanitis aucta Drake, 1942
- Stephanitis bhutanensis Péricart, 1985
- Stephanitis blatchleyi Drake, 1925
- Stephanitis caucasica Kiritshenko, 1939
- Stephanitis charieis Drake and Mohanasundarum, 1961
- Stephanitis chinensis Drake, 1948
- Stephanitis chlorophana (Fieber, 1861)
- Stephanitis cinnamomae Livingstone and Jeyanthibai, 1994
- Stephanitis colocasiae Horváth, 1912
- Stephanitis decasperni Guilbert, 2006
- Stephanitis depressa Blöte, 1945
- Stephanitis desecta Horvath, 1912
- Stephanitis drakei Takeya, 1963
- Stephanitis esakii Takeya, 1931
- Stephanitis exigua Horváth, 1912
- Stephanitis farameae Drake and Hambleton, 1935
- Stephanitis fasciicarina Takeya, 1931
- Stephanitis formosa Horváth, 1912
- Stephanitis gallarum Horváth, 1906
- Stephanitis gracilenta Péricart, 1986
- Stephanitis gressitti Drake, 1948
- Stephanitis hakkodasana Takeya, 1963
- Stephanitis hikosana Drake, 1948
- Stephanitis hiurai Takeya, 1963
- Stephanitis hoberlandti B. Lis, 2002
- Stephanitis hydrangeae Drake and Maa, 1955
- Stephanitis illicii Jing, 1989
- Stephanitis kardia Drake and Ruhoff, 1960
- Stephanitis laratana Drake, 1948
- Stephanitis laudata Drake and Poor in Drake and Maa, 1953
- Stephanitis lauri Rietschel, 2014
- Stephanitis ligrya Drake, 1960
- Stephanitis luzonana Drake, 1948
- Stephanitis macaona Drake, 1948
- Stephanitis macranthai Livingstone and Jeyanthibai, 1994
- Stephanitis matsumurae Horváth, 1912
- Stephanitis mendica Horváth, 1912
- Stephanitis mitrata (Stål, 1858)
- Stephanitis miyamotoi Takeya, 1963
- Stephanitis morimotoi Takeya, 1963
- Stephanitis nashi Esaki and Takeya, 1931
- Stephanitis nitor Drake & Poor, 1937
- Stephanitis nitoris Drake and Poor, 1937
- Stephanitis oberti (Kolenati, 1856)
- Stephanitis olyrae Drake and Hambleton, 1935
- Stephanitis oschanini Vasiliev, 1935
- Stephanitis othnius Drake and Ruhoff, 1965
- Stephanitis outouana Drake and Maa, 1953
- Stephanitis parana Drake and Hambleton, 1944
- Stephanitis princeps (Distant, 1910)
- Stephanitis propinqua Horváth, 1912
- Stephanitis pyri (Fabricius, 1775)
- Stephanitis pyrioides (Scott, 1874)
- Stephanitis queenslandensis Hacker, 1927
- Stephanitis querca Bergroth, 1924
- Stephanitis rhododendri Horváth, 1905
- Stephanitis rozanovi Golub and Popov, 2003
- Stephanitis scotti Takeya, 1963
- Stephanitis shirakii Miyamoto, 1964
- Stephanitis sondaica Horváth, 1912
- Stephanitis sordida Distant, 1909
- Stephanitis sparsa Péricart, 1984
- Stephanitis steeleae Drake and Maa, 1954
- Stephanitis subfasciata Horváth, 1912
- Stephanitis suffusa (Distant, 1903)
- Stephanitis svensoni Drake, 1948
- Stephanitis tabidula Horváth, 1912
- Stephanitis takeyai Drake & Maa, 1955
- Stephanitis typica (Distant, 1903)
- Stephanitis veridica Drake, 1948
- Stephanitis vietnamensis Guilbert, 2015
- Stephanitis watanabei Takeya, 1963
- Stephanitis wittmeri Péricart, 1985
- Stephanitis yasumatsui Takeya, 1951
- Stephanitis yunnana Drake and Maa, 1955